# Syllitus insularis
Syllitus insularis är en skalbaggsart som beskrevs av J. Linsley Gressitt 1959. Syllitus insularis ingår i släktet Syllitus och familjen långhorningar. Inga underarter finns listade i Catalogue of Life.